# Niet-uitgegeven postzegel
Een niet-uitgegeven postzegel is wel in grote aantallen gedrukt, maar toch niet uitgegeven. Hieraan kunnen verschillende redenen ten grondslag liggen:
- verandering van tarief,
- de postzegel is anderszins overbodig geworden,
- de kleur van de zegel in verband met internationale afspraken,
- een (ernstige) fout in het ontwerp,
- problemen met het copyright of het portretrecht,
- politieke redenen.

Een voorbeeld zijn de brandkastzegels van Suriname en Curaçao welke in 1927 met een opdruk als frankeerzegels in Nederland zijn gebruikt.
Duitsland heeft twee bekende voorbeelden geproduceerd: 
- de Gele dom, dit is de Dom van Keulen in een langlopende serie uit 1948, waarvan slecht één heel vel bewaard is gebleven en slechts drie losse exemplaren bekend zijn;
- en de Duitse Audrey Hepburn postzegel uit 2001, waarvan slechts vier exemplaren bekend zijn.